# Hustler Casino
Le Hustler Casino de Larry Flynt est un casino de jeux de cartes situé à Gardena, en Californie, à environ 25 km au sud du centre-ville de Los Angeles. Il appartient à l'éditeur du magazine Hustler Larry Flynt par l'intermédiaire de sa holding El Dorado Enterprises Inc. Il est ouvert depuis le 22 juin 2000. De toutes les entreprises de Larry Flynt, le Hustler Casino est la plus rentable, rapportant plus de 20 millions de dollars par an depuis 2007. Le casino Hustler a été construit sur un terrain qui était autrefois occupé par l'El Dorado Club, que Flynt a acheté en 1998 pour 8 millions de dollars.
Une expansion majeure a été achevée en février 2007 avec la salle "Crystal" qui sert de salle de jeux de cartes, de salle d'événements spéciaux, de salle de conférence et de site de tournois de poker. 
Depuis 1997, Flynt a accueilli "le plus grand jeu de stud à sept cartes au monde";  la partie a commencé à la maison de Flynt mais s'est déplacée vers son casino quand il a ouvert.  En avril 2007, le buy-in minimum est de 200 000 $, avec des antes de 1 000 $ et des mises de 2 000 à 4 000 $.  Contrairement à la plupart des ring games à enjeux élevés, le jeu de Flynt se déroule dans un coin de la salle de poker principale du casino.  Les habitués à cette table incluent Phil Ivey, Barry Greenstein et Ted Forrest. Un autre habitué était Chip Reese avant sa mort.  Le casino a été présenté dans un épisode de Los Angeles à Vegas.